# OP-20-G
L'OP-20-G, abréviation de Office of Chief Of Naval Operations (OPNAV), 20th Division, Office of Naval Communications, G Section / Communications Security fut le service de renseignement électronique et de cryptanalyse de l'United States Navy pendant la Seconde Guerre mondiale.
L'OP-20-G est en concurrence avec le SIS « US Army Signal Intelligence Service (Service de renseignements des Transmissions de l'armée de terre) », d'une part, les Coast Guards, le FBI et la FCC (Federal Communications Commission) d'autre part. Tous mènent leurs propres opérations de radio-interception.
En Allemagne nazie, cette mission est assurée par le B-Dienst. Au Royaume-Uni, par le GC&CS de Bletchley Park.
La mission de l'OP-20-G est l'interception, le décryptage et l'analyse des transmissions navales allemandes, japonaises et italiennes. En outre, l'OP-20-G enregistre les messages diplomatiques de plusieurs gouvernements étrangers. L'effort principal est dirigé contre les codes et chiffres japonais.

## Entre-deux-guerres

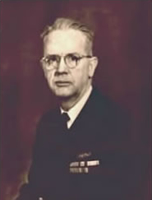
LV Laurance F. Safford.

Après 1918, US Navy et US Army suivent, en cryptologie, des voies parallèles. En 1924, la Naval Code and Signal Section de l'Office of Naval Intelligence (ONI) affecte un officier, le lieutenant Laurance Safford et une civile, Agnes Meyer Driscoll, ex-secrétaire militaire de la marine, à la cryptologie. Leur petit bureau est désigné "OP-20-G". Mission principale : assurer la sécurité des chiffres de l'US Navy. Le décryptage est une mission secondaire. Le bureau est également chargé de l'instruction.
La coopération d'OP-20-G avec les différents services de la marine permet la construction d'un réseau informel de marins intéressés par la cryptologie, en contact avec l'OP-20-G. À partir de 1926, le bureau conduit des stages d'officiers de marine et de fusiliers-marins qui étendent l'influence du réseau. La marine monte à Shanghai, Chine, une station d'interception. En 1928, une école d'opérateurs de radio interception pour le personnel non-officier, au Navy Department, Washington. Une salle de classe, avec des postes d'instruction, est montée en haut de l'immeuble principal, par manque de place ailleurs, mais aussi par discrétion. Les stagiaires reçoivent un sobriquet, la Bande du Toit ("On the Roof Gang.")
L'OP-20-G brise un code de la marine impériale japonaise, par des moyens intellectuellement peu brillants. Des agents de l'ONI photographient un livre de code, au consulat japonais de New York. Les photos sont rangées dans un classeur rouge. Ce code devient le "RED BOOK". La traduction du livre fait l'objet d'une prudente diffusion à quelques exemplaires. Dans les années 1930, le consulat japonais subira à son insu deux autres emprunts.
Bien sûr, la marine japonaise change de chiffre à intervalles irréguliers. À la fin des années trente, l'OP-20-G brise le chiffre suivant. Cette fois-ci, à la dure, par cryptanalyse. Relié en bleu, le nouveau code est baptisé "BLUE BOOK". Le code bleu est complètement différent du code rouge, mais la terminologie japonaise reste la même, ce qui aide au décryptage et à la traduction.
Pour briser le code bleu, l'OP-20-G s'est servi de cartes perforées (en anglais, cartes Hollerith) et des trieuses de la Tabulating Machine Company (future IBM). C'est une idée du captain Hooper, directeur des Transmissions Navales, en 1930.
Depuis un temps, l'OP-20-G a noué des contacts avec l'US Army Signals Intelligence Service (SIS) de William Friedman. Les deux bureaux s'estiment professionnellement. Safford et Friedman sont collègues, ils troquent des tuyaux. Difficile d'aller plus loin. La marine et l'armée de terre partagent des moyens et des procédures qui assurent la sécurité de leurs liaisons radio. Comme la marine a de l'avance en ce domaine, l'armée de terre a tendance à suivre.
L'US Navy cible les codes marins japonais, tandis que l'US Army cible les codes terriens. Le problème, c'est que, surchargés de travail, l'OP-20-G et le SIS ont tendance à se faire mutuellement cadeau des trafics diplomatiques japonais. Ils ne rechignent pas à traiter les transmissions commerciales, moins hermétiques, mais ils ne n'en saisissent pas l'importance. Malgré les réunions, les comités, la coopération marque le pas. Entre les deux bureaux, les relations personnelles sont bonnes. Les échanges bloqués par les hiérarchies reprennent, aussitôt les responsables mutés ailleurs.
À la fin des années 1930, le décryptage de l'US Navy est articulé sur trois points d'appui : quartier général à Washington, une section à Pearl Harbor (Hawaï) et une section aux Philippines. L'ensemble contrôle un vaste réseau de stations d'écoute et de radiogoniométrie.
L'objectif prioritaire des cryptologues de la marine est la marine japonaise qui pratique encore les codes manuels. En 1938, introduction d'un code baptisé BLACK. En 1939, le code des officiers généraux (transmissions au plus haut niveau) est un code surchiffré, le JN-25 (Japanese Navy 25) qui est le code opérationnel de la marine japonaise.
Le code des officiers généraux reste inviolé, surtout parce qu'il ne sert pas souvent. La marine japonaise emploie plusieurs autres codes. Les uns sont brisés, les autres trop peu captés pour être décryptés, d'autres encore n'en valent pas la peine. L'objectif prioritaire, c'est JN 25.

## JN-25
JN-25 est un code manuel. Les chiffreurs travaillent sur trois livres, un manuel d'instructions et deux ouvrages de mise en œuvre du chiffre, le livre du code et le livre de tables de surchiffrage, ou "livre additif". À l'origine, le livre du code JN-25 consiste en 30.000 groupes-codes de 5 chiffres qui représentent les caractères phonétiques du kana, les nombres, des noms de lieu et une longue liste d'autres articles. Par sécurité, la somme des chiffres de chaque groupe est toujours divisible par trois.
Le livre additif comprend 30.000 nombres de 5 chiffres choisis au hasard. Trois cents pages. Chaque page fournit cent nombres aléatoires en dix rangées de dix nombres. Ces nombres sont destinés à être additionnés aux groupes-codes. Les additions sont effectuées sans retenues. ex. : 28506 (nombre aléatoire) + 58905 (groupe-code) = 76401 (et non 87411). Le démontage du surchiffrage est une simple soustraction sans retenues : 76401 (surchiffrage) – 28506 (nombre aléatoire) = 58905 (groupe-code).
Une clef permet de choisir la bonne série de nombres aléatoires. La clef donne le numéro de la page du livre additif et, dans la bonne page, la rangée de nombres à utiliser. Ce qui signifie qu'il y a 3000 points possibles de départ. Quand un message dépasse la fin du livre, on recommence au début du livre. La clef est donnée au début et à la fin de chaque message.
Pour décrypter JN-25, il faut d'abord démonter le surchiffrage. Ensuite seulement, le décodage est possible. Le démontage met en œuvre des machines à trier les cartes perforées. Ensuite les briseurs de code progressent.
Périodiquement, la marine japonaise met en service une version neuve : JN-25a, JN-25b, JN-25c… Le plus souvent, c'est le livre additif qui change. Parfois, ce sont les groupes-codes. Chaque fois, les briseurs de code reviennent à zéro.

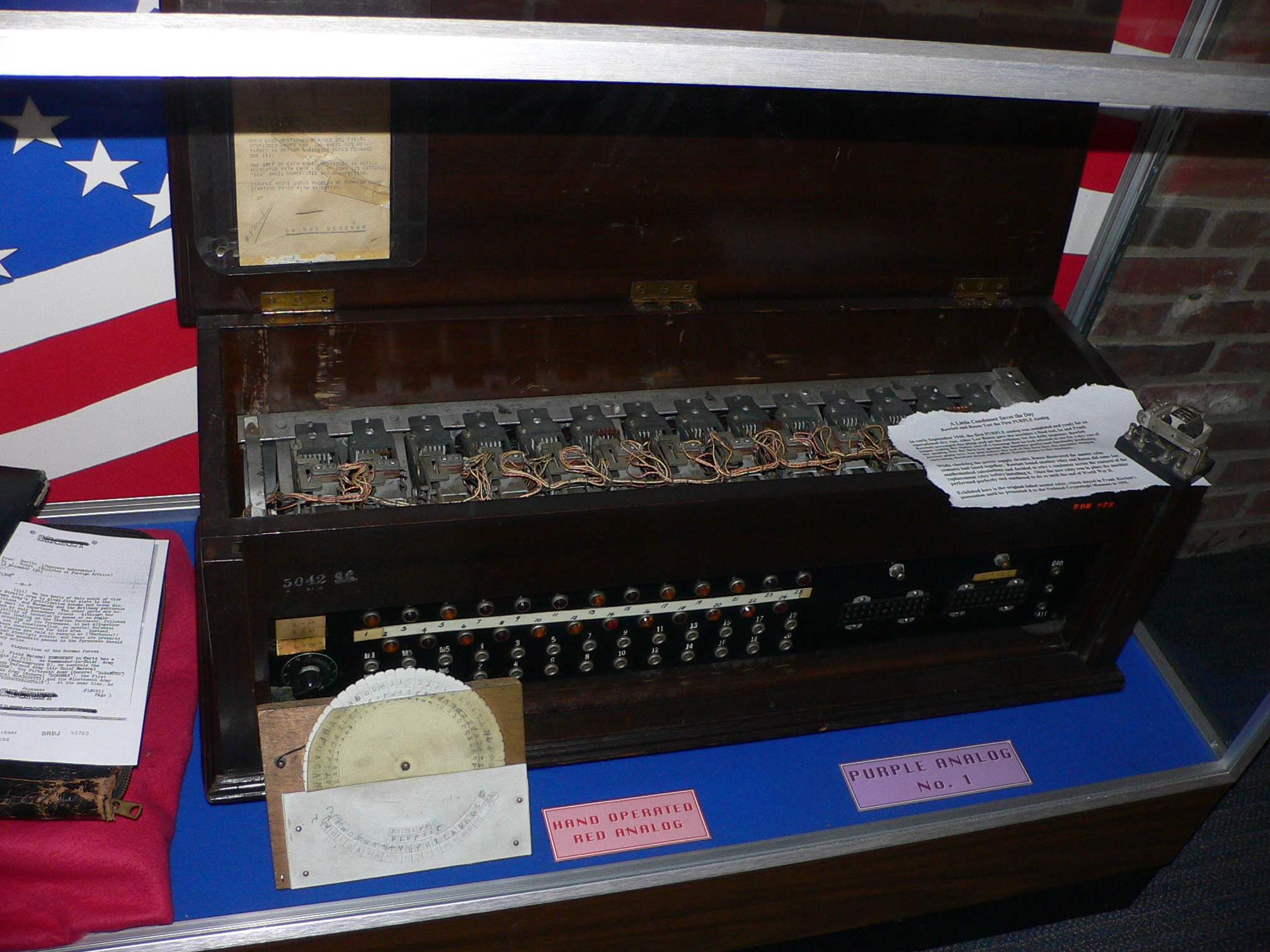
Une machine PURPLE telle que reconstruite par les services américains.

Les messages interceptés s'entassent. Fin 1941, dix mille par mois, les deux tiers en JN-25. Pas assez de décrypteurs, pas assez d'argent, pas assez de coordination entre les stations, en partie parce que les échanges passent par courriers sécurisés. On a brisé PURPLE, mais pas JN-25 ? Le gouvernement met l'accent sur le décryptage du trafic diplomatique. Moins de moyens contre JN-25 et d'autres codes japonais. La marine et l'armée de terre coopèrent. Les terriens ont offert à la marine les plans de PURPLE. Construites sur le budget de la marine, ces machines permettent de décharger une partie du fardeau des biffins sur les épaules des marins. Les décryptages diplomatiques sont déjà expédiés par le SIS à Roosevelt et à un cercle très fermé de dirigeants, sous le nom de code MAGIC. Pour les marins, hors de question de laisser la vedette à l'armée de terre.
Comment partager MAGIC entre SIS et OP-20-G ? En janvier 1941, on convient d'alterner, un mois sur deux, à tour de rôle. En octobre 1941, un jour sur deux. La marine les jours impairs, l'armée de terre les jours pairs. Il s'agit de ne pas fournir à Roosevelt deux versions contradictoires de la traduction et du décryptage du même message.
Les Britanniques ont à Singapour un avant-poste du GC&CS, le FECB (Far East Combined Bureau) qui troque librement ses informations avec la station OP-20-G des Philippines. Mais peu de progrès. Bletchley Park concentre ses efforts contre les chiffres allemands et italiens. Fin 1941, le JN-25 est un livre fermé aux décrypteurs anglais et américains.

## Pearl Harbor
L'US Navy ne peut pas lire JN-25, mais elle suit les mouvements de la flotte japonaise, grâce aux analyses de trafics. Il suffit de noter et de comparer les calendriers, les positions, les fréquences et les indicatifs de l'ennemi.
À l'été 1941, il apparaît que la marine japonaise monte en puissance en vue d'une « opération australe » qui ciblerait la Birmanie, Singapour et les Indes occidentales hollandaises, la concentration des forces ayant lieu dans la région de Formose. Retranchée dans les grottes de Corregidor, la Station CAST de l'OP-20-G confirme les impressions de la Station HYPO de Pearl Harbor.
Problème grave, l'analyse de trafic ne retrouve pas trace de plusieurs porte-avions japonais. On imagine que s'ils ne sont pas en mer, c'est qu'ils sont au port d'attache. Le 1er novembre 1941, les Japonais changent tous leurs indicatifs. Fin novembre, il semble aux stations d'interception que certaines unités ont glissé vers le Nord, mais c'est la construction au Sud d'une puissante force navale qui retient l'attention.
Pendant ce temps, marins ou biffins, les décrypteurs exploitent les trafics diplomatiques japonais, grâce à leurs machines PURPLE. Évidemment, ce trafic est intéressant, mais il est pauvre en renseignements militaires. Les soldats parlent peu aux diplomates qui leur posent rarement des questions. Fin novembre, la guerre paraît imminente. Mais l'attaque est attendue aux Philippines. Le 27, les commandants en chef terre et marine du Pacifique reçoivent une mise en garde.
La flotte japonaise chargée de l'attaque observe le silence radio. Elle a laissé en rade les manipulateurs morse dont le toucher aurait pu permettre l'identification et le suivi de ses navires.
Avant l'aube du 7 décembre 1941, la station d'interception marine de Fort Ward (Washington) intercepte un message radio du gouvernement japonais à son ambassade de Washington. C'est le dernier d'une série de quatorze messages en dix-huit heures.
Décryptés par une machine PURPLE de l'OP-20-G, ces messages sont envoyés tôt matin au SIS pour traduction. Ils sont examinés par le colonel Bratton et le lieutenant Kramer qui ne se consultent pas.
Tous deux sont alarmés. Les décryptages mandent l'ambassadeur du Japon d'informer Hull, secrétaire d'état, à treize heures (heure de Washington) que les négociations sont terminées. L'ambassade doit ensuite détruire ses machines de chiffre. Ça ressemble à la guerre. Bien que le message ne dise rien quant à une action militaire spécifique, Kramer comprend que le soleil est en train de se lever en Pacifique central et occidental. Les deux hommes essaient de joindre le général Marshall, chef d'état-major de l'armée de terre.
Marshall ayant enfin reçu les décryptages donne l'alerte aux commandants en chef, dont le général Short qui commande l'armée de terre d'Hawaii. Les retards s'accumulent. Short ne reçoit notification qu'après l'attaque japonaise.

## Réorganisation
Après le 7 décembre, le service est réorganisé :
- la Station CAST (Corregidor) est transférée à la Station FRUMEL (Fleet Radio Unit Melbourne) qui rassemble des Britanniques, des Américains et des Australiens ;
- une Station NEGAT est créée à Washington, à partir de détachés du QG d'OP-20-G;
- toujours à Hawaï, la Station HYPO devient FRUPAC (Fleet Radio Unit Pacific).

## Décryptage du JN-25
Après Pearl Harbor, les codes diplomatiques japonais sont délaissés, au profit des codes navals. Le but est de freiner la guerre-éclair japonaise dans le Pacifique. Pas de progrès contre JN-25 avant février 1942.

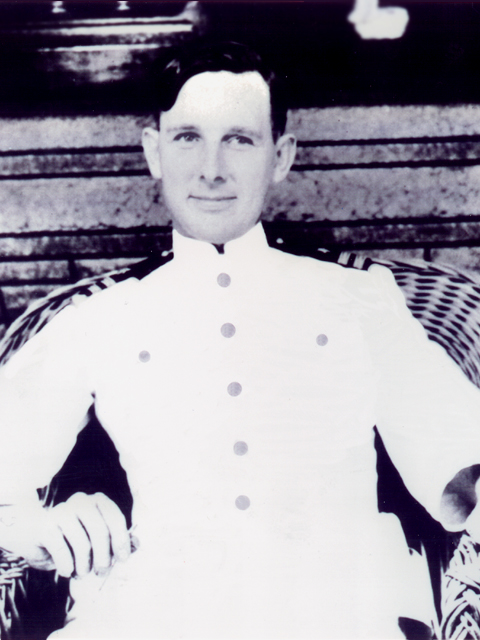
Joseph John Rochefort.

Au sous-sol du 14e Naval District Administration Building de Pearl Harbor, la "Combat Intelligence Unit" du captain Rochefort. John Rochefort est un travailleur forcené dont le japonais est parfait, pays où il a vécu. Ses gens travaillent en deux bordées de douze heures, sept jours par semaine, sous la houlette de leur chef de division qui ne sort jamais. Chaussé de pantoufles, Rochefort arpente les coursives, vingt ou vingt-deux heures par jour, vêtu d'un veste de smoking de soie rouge dont les poches débordent de papiers. De temps à autre, vaincu par le manque de sommeil, il s'effondre sur un lit de camp.
Le groupe Rochefort réussit à analyser les constantes des documents cryptés en JN-25, au moyen d'analyses mathématiques complexes. Il met en œuvre des automates à cartes perforées, méthode dont le précurseur est le chef cryptanalyste de Rochefort, le lieutenant commander Dyer.
Il faut briser JN-25 en deux étapes. D'abord briser le surchiffrage. Ensuite briser les groupes-codes. Or les Japonais ne peuvent remplacer leurs livres de codes qu'à intervalles de plusieurs mois. Donc les mêmes séquences de chiffres sont souvent réutilisées. Enfin, le groupe Rochefort parvient à reconstituer une table de chiffrement. Dès qu'un mot probable apparaît, il est inséré dans la table de déchiffrement, ce qui permet le décryptage du reste du message.
Une fois les cryptanalystes en mesure de démonter le surchiffrage qui cache les groupes-codes, ils construisent un dictionnaire des groupes-codes, à partir du contexte et d'intuitions. Par exemple, la radiogoniométrie permet de localiser le navire émetteur. Les manipulateurs morse ont chacun une touche différente. Le formatage des transmissions militaires est une source de mots probables. Au début d'un message, le nom du navire, parfois celui du pacha, le groupe date-heure, les coordonnées du navire (aussitôt comparées à la triangulation).
En avril 1942, le groupe Rochefort est capable de lire un tiers des groupes-codes du JN-25, le tiers le plus utile, ce sont les groupes les plus récurrents, les plus faciles à cibler, mais aussi les plus importants.

### Mer de Corail
Premier renseignement crucial obtenu, JN-25 révèle que les Japonais préparent un assaut amphibie contre Port Moresby, base australienne de la rive australe de la Nouvelle-Guinée. Début avril, la station HYPO d'OP-20-G avertit que le Japon rassemble une force navale dans sa base de Rabaul, Nouvelle-Bretagne, nord de la Nouvelle-Guinée. Les décryptages donnent la date de l'appareillage, 7 mai 1942.
L'amiral Nimitz riposte. Une flotte qui comprend les porte-avions USS Lexington et USS Yorktown, met le cap sur la Mer de Corail, entre Nouvelle-Guinée et Australie, tandis que des avions de combat sont expédiés à Port-Moresby afin de renforcer la défense. Pendant deux jours, les flottes s'affrontent par aéronavales interposées, sans jamais approcher à portée de canon. La bataille est un coup fourré, mais la poussée japonaise vers Port-Moresby est bloquée, au prix de très lourdes pertes. Américains et Australiens seront en mesure de déloger les Japonais du nord de la Nouvelle-Guinée.

### Midway
Dès avant la bataille de la mer de Corail, les services de renseignements de l'US Navy flairent la préparation d'une autre entreprise navale japonaise. La bataille décisive dont rêvent les amiraux japonais. Le plan ennemi est lancer une attaque de diversion contre les îles Aléoutiennes (Pacifique Nord) et d'envoyer une petite force navale exécuter un coup de main sur un avant-poste américain du Pacifique occidental. Lorsque l'US Navy tenterait d'intercepter l'attaque, tout le poids de la flotte japonaise tomberait sur la flotte américaine qui serait expédiée par le fond.
Les instructions chiffrées en JN-25b sont décodées. L'état-major américain apprend les grandes lignes du plan, la nature des forces impliquées et le calendrier d'exécution. La grande inconnue, c'est la cible du coup de main japonais, désignée « AF » par les messages. Les cryptanalystes penchent pour Midway. Mais leurs supérieurs n'y croient pas. Rochefort demande à la garnison d'envoyer un compte-rendu : Eau potable pour deux semaines seulement. Peu après, un message japonais intercepté est déchiffré : « AF à court d'eau potable ».
Il était temps. Le 1er juin 1942, les Japonais basculent sur le JN-25c. Le 3, ils attaquent les Aléoutiennes. Le 4, une flotte américaine attaque la flotte japonaise près de Midway. L'USS Yorktown est perdu pour de bon. Grâce au sacrifice des marins et des aviateurs américains, la bataille de Midway est le tournant de la guerre du Pacifique.
Le Chicago Tribune dévoile que les plans japonais étaient connus, ce qui revient à annoncer au monde que la marine américaine décrypte le JN-25. La fuite est remontée jusqu'à l'ancien commandant du Yorktown qui avait partagé sa cabine avec un journaliste. L'amirauté japonaise qui, de toute évidence, ne lit pas le Chicago Tribune, continue d'utiliser le JN-25.
Relevé de ses fonctions par l'amiral Redman, directeur des transmissions navales (qui avait déjà viré Stafford afin de le remplacer par son frère, captain Redman), Rochefort est muté à San Francisco où il est chargé de la mise en service d'une cale sèche. Son tort était d'avoir eu raison contre ses chefs, dans l'affaire de Midway. Deux fois, on lui refuse la Distinguished Service Medal pour laquelle il avait été recommandé par Nimitz. Ayant pris sa retraite en 1953, il reçoit la médaille en 1986, à titre posthume.

### Yamamoto
Le 14 avril 1943, la station d'Hawaï intercepte un message JN-25. L'amiral Yamamoto part en tournée d'inspection des îles Salomon. Le calendrier des visites est relayé au moyen de codes mineurs. Le 18, au large de l'île de Bougainville, l'avion de l'amiral est descendu par dix-huit P-38 de l'aviation de l'armée de terre. Un P-38 est abattu par l'escorte. Six autres sont gravement endommagés, dont deux rentrent sur un seul moteur. L'enquête japonaise conclut que les codes mineurs ont peut-être été interceptés et décryptés, pas le JN-25.

## Convois marchands
Les navires marchands japonais ("maru") ont leur propre code qui sert à envoyer au Japon des rapports quotidiens. Le code "maru" utilise des groupes-codes de 4 chiffres, théoriquement plus faciles que ceux du JN-25. Mais les progrès sont lents, jusqu'au jour où les marins de Rochefort comprennent qu'il y a trois codes "maru" différents. Dès lors, les cryptanalystes avancent à grands pas. Mal escortés, les convois japonais sont détruits à 90% par les sous-marins et les avions alliés. Le blocus du Japon est total. Les garnisons outre-mer sont isolées.

## Coopération inter-Alliés
L'idée générale est simple : Ultra contre Magic. Contre les chiffres allemands, les Britanniques ont une avance confortable. Contre les codes japonais, les États-Unis ont l'avantage. Mais la méfiance règne. Chaque partie redoute que l'autre ne compromette le secret. L'US Navy tient absolument à lire le trafic Enigma des U-Boots qui menacent les convois de l'Atlantique. Bletchley Park est persuadé que ses travaux seraient trahis par imprudence. En Extrême-Orient, les Anglais auraient besoin de bénéficier des moyens des Américains qui se méfient.
Les deux camps troquent peu d'informations. Les trafics japonais sont doublement surveillés. Les codes japonais sont attaqués deux fois, en deux endroits différents. Des décrypteurs apprennent que les codes sur lesquels ils s'échinent en vain depuis des mois ont été cassés, ailleurs, il y a belle lurette. Deux centres, l'un anglais, l'autre américain, installés sur le même site, au milieu de nulle part, ne communiquent que par la voie hiérarchique, via Bletchley et Washington. Les visites de délégations, les réunions amicales, les échanges de stagiaires, de techniciens, d'officiers de liaison, ne changent pas l'essentiel. Chacun pour soi.

## Source
- (en) Cet article est partiellement ou en totalité issu de l’article de Wikipédia en anglais intitulé « OP-20-G » (voir la liste des auteurs).

## Liens
- Codes, cyphers & Codebreaking : http://www.vectorsite.net/ttcode.html